# Абрикосові галушки

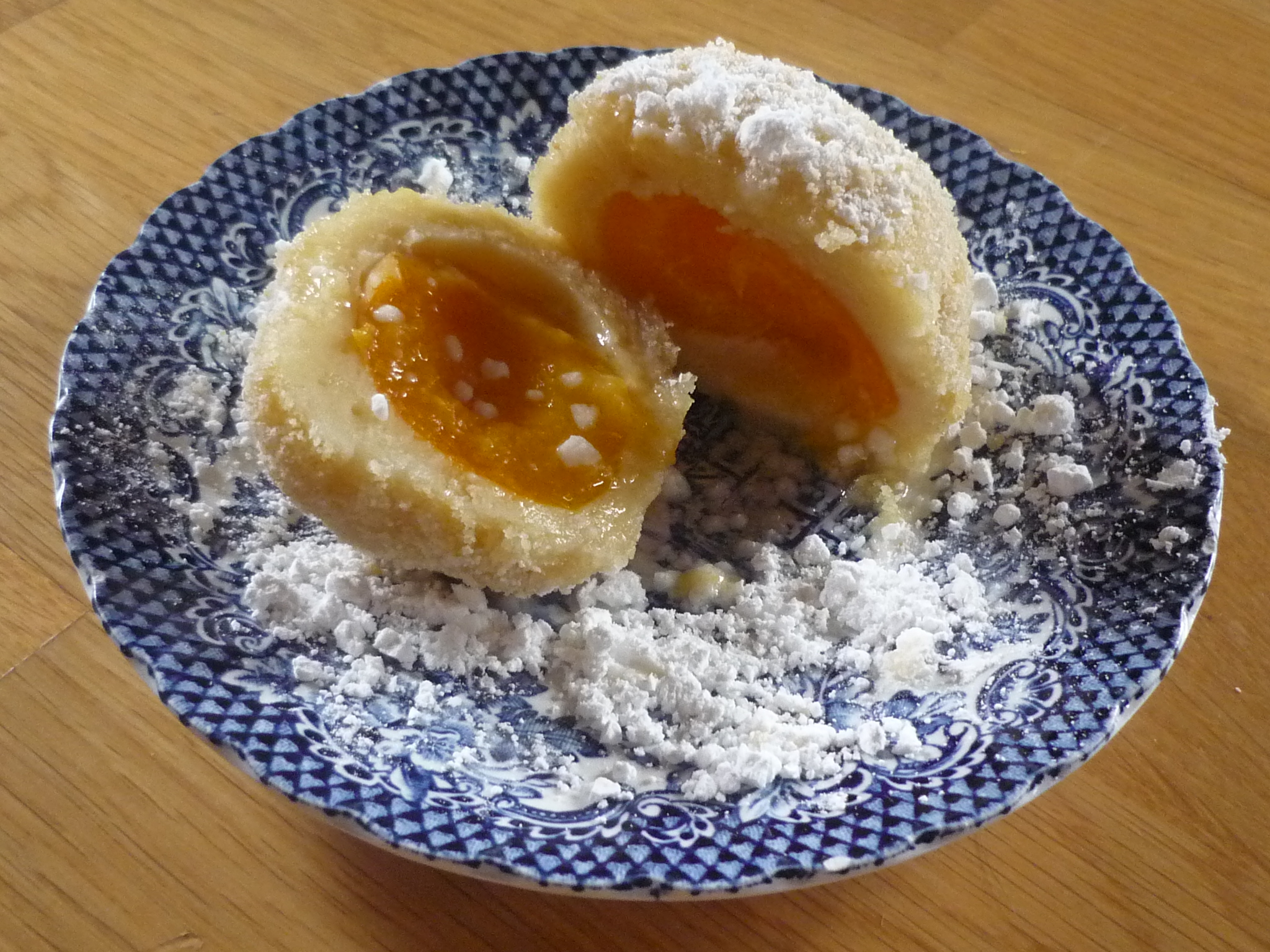
Абрикосова галушка в розрізі

Абрикосові галушки (марилленкнедель, нім. Marillenknödel) — десертна страва австрійської кухні зі свіжих абрикосів у дріжджовому тісті. Спеціалітет Нижньої Австрії, також відомі в баварській кухні.
Назва сорту абрикосів, який традиційно вирощують в долині Вахау вздовж Дунаю, «вахауська марилле» захищена в Європейському союзі. З 1950-х років у містечку Шпіц щорічно в передостанні вихідні липня проводять фестиваль місцевого абрикоса, на якому демонструють різноманітну регіональну продукцію з марилле (конфітюр, пироги, шнапс), а також абрикосові галушки.
Для приготування абрикосових галушок плоди без кісточок начиняють кубиком цукру. Розкатане тісто розрізають на квадратики під кожен плід і формують кульки з абрикосом усередині. Заготовкам дають відстоятись і відварюють в окропі. Перед подачею обвалюють в обсмажених панірувальних сухарях і посипають цукровою пудрою. У деяких рецептах замість дріжджового використовують тісто на вареній картоплі або творозі.